# Lona Rietschel
Lona Rietschel (Reppen, 21 september 1933 – Berlijn, 19 december 2017) was een Duitse stripauteur.
Zij tekende ruwweg vier decennia voor het Duitse stripblad Mosaik.

## Levensloop
Bij de opdeling van Duitsland na de Tweede Wereldoorlog werd Rietschel een inwoner van de Duitse Democratische Republiek. Zij studeerde grafische vormgeving en animatie om bij de animatiestudio DEFA-Studio für Trickfilm te gaan werken. Die animatiestudio ging echter verhuizen van Berlijn naar Dresden, maar Rietschel wilde Berlijn niet verlaten. Ze werd striptekenares bij het tijdschrift Mosaik.
Rietschel hielp mee met het tekenen van Hannes Hegens strip Digedags, de hoofdpersonages van het tijdschrift. In 1975 verliet Hegen Mosaik en nam zijn strip met zich mee. Hierop ontwierp Rietschel samen met scenarist Lothar Dräger de strip Die Abrafaxe. Deze verving de rol van Digedags als hoofdpersonages van het stripblad. Ze bleef voor Mosaik tekenen tot haar pensioen in 1999.
In 2013 ontving ze een PENG!-Preis voor haar oeuvre op het stripfestival van München.